# ONLINE.UA
ONLINE.UA — українське новинне суспільно-політичне інтернет-видання. У 2015 ONLINE.UA отримав офіційний статус інформаційної агенції.
Новини доступні українською та російською мовами, а спецпроєкти — ще й англійською. Редакція дотримується журналістських стандартів та етики, оперативно реагує на події, протидіє фейковим атакам в українському інфопросторі. Також видання підтримує освітні проєкти з розвитку журналістики.
Основні розділи сайту: «Новини», «Блоги», «Спецпроєкти», «Телепрограма», «Погода», «Курси валют», «Перекладач».

## Історія

### Запуск порталу та розвиток
2004 рік — засновано новинний інтернет-портал ONLINE.UA та сервіс електронної пошти.
2006 рік — портал запустив сервіс онлайн-перекладача (pereklad.online.ua). Також платформа створила пошук в Інтернеті, перекладаючи запити на українську мову.
2006—2014 роки — ONLINE.UA створив понад 50 корисних інтернет-сервісів, серед яких: «Погода», «Курси валют», «Ціни на бензин», «Гороскопи», «Каталог сайтів», «SMS-привітання», «Час» та багато інших. У 2011 році портал додав розділ з іграми Ping.
2007 рік — портал заснував сервіс телепрограми, яку можна налаштувати (tv.online.ua). За допомогою цього інструменту користувачі отримали змогу створювати власну персональну телепрограму, куди додають лише обрані канали та передачі.
2011 рік — ONLINE.UA офіційно оголосив про запуск соціальної мережі «Українці онлайн» (УОЛ). Користувачі соціальної мережі отримують доступ до персонального кабінету, де вони можуть спілкуватися з іншими користувачами, знаходити друзів, публікувати замітки, фото та відео в блог, брати участь в дискусіях тощо.
2014 рік — портал створив сервіс «Референдум». Інструмент дає можливість дізнатися думку користувачів щодо соціальних та політичних питань. Референдум показує статистику по регіонах.
У липні 2025 році з порталу зник сервіс електронної пошти (mail.online.ua). Причини цього не повідомлялись.

### Ребрендинг
2015 рік — ONLINE.UA провів ребрендинг та отримав офіційний статус інформаційної агенції.
2016 рік — портал увійшов до ТОП-10 інтернет-ЗМІ України з охопленням 7.6 % української аудиторії. ONLINE.UA, працюючи власною редакцією, одним із перших на медійному ринку запустив відеоблоги з експертами, провідними науковцями та лідерами думок.
2017 рік — ONLINE.UA сформував власний відеопродакшн, який забезпечує проведення зйомок, створення відеороликів та анімації, відповідає за організацію та проведення онлайн-трансляцій подій національного та міжнародного рівня.
2018 рік — відбувся редизайн сервісу електронної пошти (mail.online.ua).
2020 рік — редакція ONLINE.UA запустила спецпроєкти. Команда розповідає цікаві історії та ділиться унікальним досвідом експертів у публікаціях.